# فورتيجرن

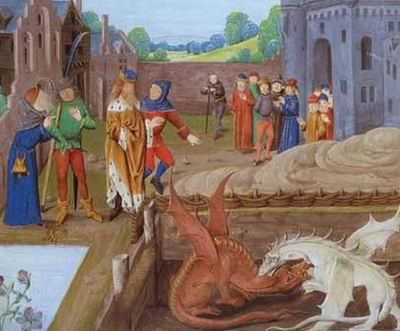
Vortigern

فورتيجرن حاكم بريطانيا الأسطوري (بالإنكليزية: Vortigern، بالويلزية: Gwrtheyrn، باللاتينية: Urtigernus) استعان بالمستوطنون الألمان الأوائل بقيادة هنيغست وهورسا من قبائل الجوت كمرتزقة للدفاع عن بريطانيا بعد رحيل الرومان يذكر نينيوس ابنا له اسمه فورتيمر. ذكره لأول مرة بيده الباحث الإنكيزي.

## حكايات
تروي الحكايات كيف وقع في حب ابنة هينغست روينا (وكانت موضوعا لمسرحية يشك في نسبها إلى وليام شكسبير) والذي مكن الجوتيين من الحصول على كنت كرسم زواج، والعلاقات بين البريطانيين والساكسون انتهت عندما دعا هينغست مضيفيه ليحضروا وليمة جلس البريطانيون باطمئنان ولكن عندما أطلق الساكسون إشارة متفقا عليها قتل كل منهم البريطاني الموجود بجانبه بخنجر أخفاه معه وهذه الخيانة أنهت العلاقات المتسامحة.
أما فورتيجرن سواء كان أحمقا أو خائنا فقد أصبح مثال الشر في الحكايات القديمة حيث ألقيت عليه الملامة في إطلاق يد الساكسون في البلاد كما قال غيلداس، وظل يهرب من مكان إلى مكان ملاحقا من لعنات السماء وأعدائه الويلزيين حتى احترق في النهاية حتى الموت في قصره كرايغ غورثييرن على نهر تيفي بنار من السماء. وفي حكاية أخرى كان الوريث الشرعي للمملكة أوريليوس أمبروسويوس قد لاحقه حتى أحرقه في قلعته.
قصة أخرى أوردها نينيوس أنه أراد بناء حصن له كمحاولة يائسة كدفاع ضد الساكسون في ديناس إمريس في غوينيذ لكن الأساسات التي وُضعت في النهار كانت تنهار في الليل لكن صبيا اسمه إمريس وضح بأن تنينين أحدهما أحمر والأخر أبيض ينامان في البركة قرب الأساسات ويتقاتلان وربما رمزت هذه الحكاية إلى الصراع بين البريطانيين والساكسون ودور إمريس في الحكاية انتقل لاحقا إلى مرلين.
حفريات حديثة في ديناس إمريس كشفت عن البركة ورصيف صخري لكن التنينين قد طارا.